# 2555 Thomas
A 2555 Thomas (ideiglenes jelöléssel 1980 OC) a Naprendszer kisbolygóövében található aszteroida. Edward L. G. Bowell fedezte fel 1980. július 17-én.